# Assemblée constituante (Chili, 2023)
Pour les articles homonymes, voir Assemblée constituante (Chili) et Conseil constitutionnel.
Assemblée constituante
Ancien palais du Congrès national
L'Assemblée constituante (en espagnol : Asamblea Constituyente), officiellement dénommée Conseil constitutionnel (en espagnol : Consejo Constitucional) en 2023, est l'organe constitutif de la République du Chili, chargé de rédiger une nouvelle constitution après le non au référendum tenu en septembre 2022 à la suite de la rédaction d'une nouvelle constitution par l'Assemblée constituante en 2021.
Elle est instituée par la loi no 21533, publiée le 17 janvier 2023, qui a modifié la constitution chilienne pour inclure le second processus de rédaction d'une nouvelle constitution.
L'Assemblée est composée de 51 conseillers élus le 7 mai 2023, accompagnée d'une commission d'experts de 24 membres nommés par le Congrès et qui établit un avant-projet, ainsi que d'une commission technique de recevabilité, chargée de jouer le rôle d'arbitre avec certaines exigences pour les propositions de normes qui pourraient enfreindre les réglementations établies.
Le projet de constitution rédigé par l'Assemblée est soumis à référendum le 17 décembre 2023 et finalement rejeté par 55,79 % des suffrages exprimés.

## Contexte
Après le rejet du texte de la première Assemblée constituante lors du référendum du 4 septembre 2022, une table de négociation est mise en place le 12 septembre suivant au Congrès national avec la représentation de toutes les forces politiques du pays, table de laquelle certains partis se sont retirés avant ou après le processus de négociations, comme le Parti républicain et le Parti populaire.
La discussion porte principalement sur la composition de l'éventuelle nouvelle assemblée. Tandis que l'opposition — qui avait soutenu le rejet de la proposition constitutionnelle — est favorable à un organe totalement ou partiellement nommé par le Congrès, la coalition gouvernementale et les partis au pouvoir souhaitaient une assemblée similaire à celle de 2021. La discussion demeure bloquée pour cette raison à plusieurs reprises, faisant presque éclater la table des négociations en décembre, principalement en raison du souhait d'un parti de créer un conseil d'experts.
Les partis qui refusent de participer aux négociations créent une instance parallèle temporaire, dans laquelle, entre autres, un nouveau type de processus constituant est proposé pour voir si les citoyens voulaient toujours une nouvelle Constitution,.
Le 12 décembre, après trois mois de négociations, un document est rédigé qui établit à la fois des bases de contenu et le travail de trois organes différents pour la rédaction d'une nouvelle Constitution. Ce document, nommé « Accord pour le Chili », est présenté par les présidents de la Chambre des députés et du Sénat. Le président du Sénat annonce que le projet rédigé par les experts servira de « contribution » à la discussion du conseil constitutionnel élu.

## Élections

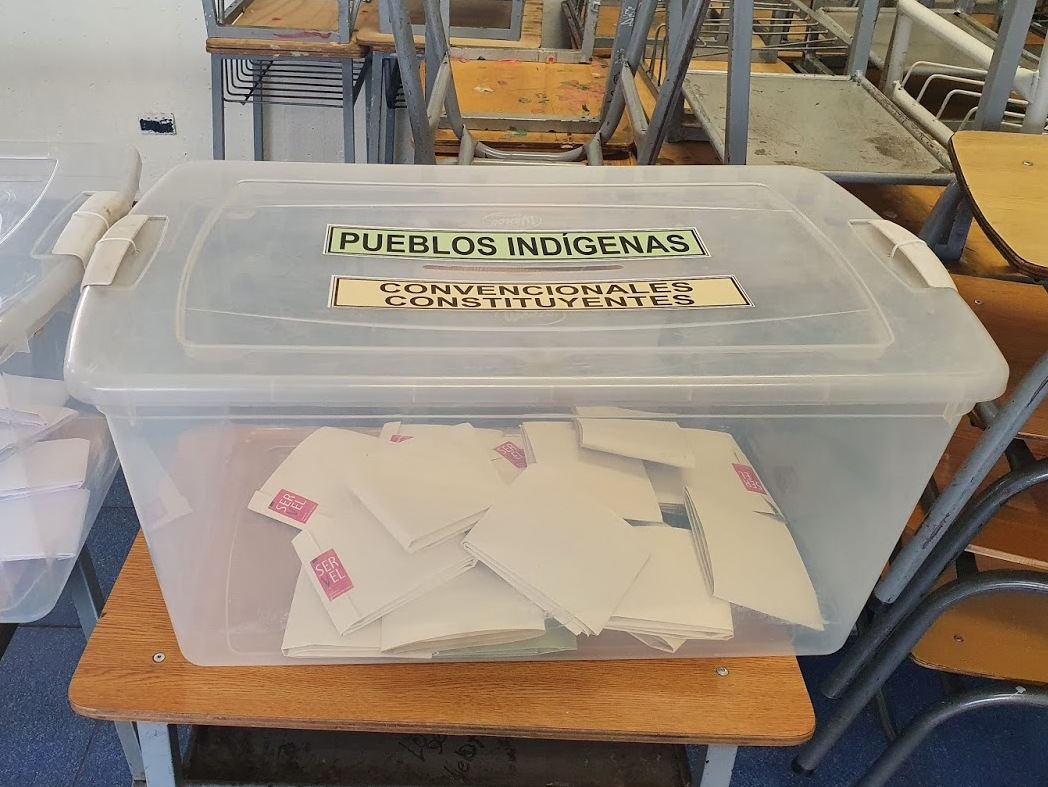
Urne utilisée pour les élections des électeurs conventionnels en 2021.

Les élections des  membres de l'Assemblée constituante (ou Conseil constitutionnel) se tiennent le 7 mai 2023.
L'Assemblée constituante est composée d'un minimum de 50 membres élus sur le modèle des élections au Sénat, là où la précédente avait été élue sur le modèle des élections à la Chambre des députés. Les 50 membres sont ainsi élus au scrutin proportionnel plurinominal avec listes ouvertes dans des circonscriptions correspondants aux régions du Chili. Les sièges sont répartis après décompte des suffrages selon la méthode D'Hondt, sans seuil électoral. Les listes sont ouvertes, avec la possibilité pour les électeurs d'effectuer un vote préférentiel pour l'un des candidats de la liste pour laquelle ils votent, afin de faire monter sa place dans celle-ci. Les sièges remportés par les formations politiques dans chaque circonscription sont ensuite attribués en priorité à leurs candidats ayant recueilli le plus de votes préférentiels en leur nom. 
Le système est par ailleurs à nouveau paritaire, selon le même fonctionnement qu'en 2021 : les listes présentées par les partis alternent les candidats masculins et féminins, avec toujours une tête de liste de sexe féminin. Afin d'éviter que la pratique du vote préférentiel n'aboutisse à une surreprésentation de l'un ou l'autre sexe, la loi électorale prévoit de rééquilibrer l'attribution des sièges en fonction des votes préférentiels par sexe. Si dans une circonscription donnée le total d'élus d'un même sexe est supérieur de plus d'un élu au total de ceux de l'autre sexe, le siège attribué au candidat du sexe surreprésenté élu avec le moins de votes préférentiels est attribué au candidat non-élu du sexe sous représenté ayant réuni le plus de votes préférentiels. L'échange est si besoin réitéré tant que la différence d'élus entre les deux sexes n'est pas inférieure à deux dans la circonscription. Ce rééquilibrage est effectué après l'attribution du nombre de sièges par formation politique : les échanges se font ainsi entre candidats du même parti ou d'une même liste d'indépendants, de telle sorte que le total par formation ne soit pas affecté.
Comme pour la précédente constituante, des sièges sont réservés aux indigènes, mais cette fois ci sur la base de leur part des voix, et non selon un nombre fixé à l'avance par groupe ethnique. Ces électeurs votent en choisissant un candidat indigène parmi ceux figurant sur une liste spécifique. Un premier siège est attribué si le total des voix en faveurs des candidats de la liste représente au moins 1,5 % du total des suffrages exprimés, puis un siège supplémentaire par tranche de 2 point de pourcentage. Le premier siège est attribué au candidat ayant obtenu le plus de suffrages sur la liste, le suivant au candidat du sexe opposé ayant obtenu le plus de suffrages, et ainsi de suite. Ces sièges surnuméraires s'ajoutent aux cinquante autres pourvus au scrutin de liste,.

## Organisation
L'Assemblée constituante, ou Conseil constitutionnel, commence ses travaux le 7 juin 2023, par une cérémonie dans le palais de l'ancien Congrès national du Chili à Santiago, où siègent les conseillers.
La séance inaugurale est dirigée par le membre le plus âgé et la présidence est élue, composée d'un président et d'un vice-président, comme en 2021 ; la personne qui obtient la majorité des voix est élue président, et la personne qui obtient la deuxième majorité des voix est élue vice-président, laissant le scénario d'une deuxième option entre les deux plus hautes majorités en cas d'égalité.
Les sessions peuvent commencer avec la présence d'un tiers de ses membres ayant le droit de vote. Le Conseil constitutionnel peut approuver, approuver avec modifications ou incorporer de nouvelles règles au projet de texte présenté par un quorum des trois cinquièmes de ses membres en exercice. Pour tous les autres accords, la majorité absolue de ses membres sera requise.
Le Conseil constitutionnel est divisé en quatre commissions dont le nombre de membres est défini par la réunion des présidents, avec un minimum de 12 conseillers constitutionnels : 
- Système politique, réforme constitutionnelle et forme de l'État
- Fonction juridictionnelle et organes autonomes
- Principes, droits civils et politiques
- Droits économiques, sociaux, culturels et environnementaux

## Composition
L'Assemblée est formée de 51 conseillers, ou membres de l'Assemblée constituante, contre 155 en 2021. Mais également, les 51 membres seront rejoints par les 24 membres de la Commission d'experts, qui pourront assister aux séances et aux commissions, pourront contribuer aux débats mais n'auront toutefois pas de droit de vote.
Au sein du Conseil constitutionnel, des groupes parlementaires pourront être créés, avec un minimum de 5 conseillers liés aux mêmes parti politique, coalition ou liste électorale. Dans le cas particulier des partis ou listes des peuples autochtones n'atteignant pas le minimum de 5, ces derniers peuvent se regrouper pour former un groupe parlementaire, malgré leurs différences partisanes. Néanmoins, s'ils n'atteignent pas le minimum, ils doivent rejoindre un groupe, avec l'autorisation de ce dernier.
Chaque groupe parlementaire doit avoir un président et vice-président, qui auront un rôle d'encadrement et de coordination. La « réunion des présidents » sera créée, au cours de laquelle les représentants de chaque groupe rencontreront la présidence de l'Assemblée.

## Travaux

### Entrée en fonction
La séance inaugurale se tient le 7 juin 2023, en présence du président de la République Gabriel Boric et des présidents du Sénat, Juan Antonio Coloma, et de la Chambre des députés, Vlado Mirosevic. Elle commence par l'installation et la prestation de serment des membres de l'Assemblée constituante. Elle est présidée par le doyen d'âge, Miguel Littin, qui fait procéder à l'élection du président et du vice-président. Beatriz Hevia, du Parti républicain, obtient 33 voix et est donc proclamée élue, tandis qu'Aldo Valle, candidat indépendant soutenu par le Parti socialiste, obtient 17 voix et le poste de vice-président.

### Projet de constitution
Composé de 216 articles divisés en 17 chapitres auxquels s'ajoutent 62 dispositions transitoires, le projet de constitution est en majeure partie composé de l'avant-projet rédigé par la Commission d'experts, qui consiste en une tentative d'atteindre un « équilibre entre changement et continuité » après l'échec de l'année précédente. Rédigé par des technocrates nommés par un parlement en équilibre entre forces de gauche et de droite, le texte est ainsi remarqué pour ses avancées dans plusieurs domaines, supposées satisfaire les différents bords politiques sans pour autant provoquer de changement radical. Le projet de constitution inclus notamment un « État social de droit » incluant le droit à la santé, au logement, à l'eau, à la sécurité sociale et à l'éducation, tout en précisant que leur mise en place devra être effectuée de manière progressive à travers les institutions publiques et privées, sans décision arbitraire et de manière fiscalement responsable. Ce souci d'atteindre un « terrain d'entente » contraste alors avec la composition de l'assemblée constituante à laquelle l'avant-projet est confié le 6 juin 2023, celle ci étant dominée par les représentants de la droite et de l’extrême droite,,. Il n'est finalement jamais fait recours au Comité technique d'admissibilité.
Le Parti républicain met à profit sa prédominance au sein de la constituante pour entreprendre plusieurs changements notables, dont la modifications de plusieurs articles au sujet desquels ses propositions avaient auparavant été rejetées par la Commission d'experts. Parmi celles ci figurent notamment la question du droit à l'avortement, avec l'ajout de la « protection de la vie de l'enfant à naître », en accord avec sa position pro-vie. Le Chili interdit alors déjà l'avortement sauf en cas de viol, de non viabilité du fœtus ou de menace pour la vie de la mère,,. Confronté à l'opposition du reste de l'assemblée, les républicains acceptent finalement un compromis. L'article 16 finalement inséré comporte ainsi la formulation de genre neutre « protection de [celui ou celle] à naître » en utilisant le mot « quien » au lieu de « el que » pour désigner le foetus, ce qui permet de lui attribuer une protection constitutionnelle, mais plus faible que celle d'une personne dotée de droits individuels.
En matière de politique sociale, les travaux menés par l’extrême droite amènent à une reconnaissance plus explicite du droit des parents à choisir l'éducation de leurs enfants. C'est cependant surtout la question de la gestion des systèmes de santé et de retraite qui conduisent à un conflit ouvert entre les républicains et les forces de gauche, les premiers décidant d'assurer le maintien du système en place en donnant explicitement aux citoyens le libre choix de l'institution publique ou privé gérant ces deux domaines. Cette position les opposent alors au gouvernement du président Gabriel Boric, dont les forces de gauche soutenaient la formulation de l'avant-projet. En n'explicitant pas ce choix, ce dernier laissait en effet la possibilité à un futur gouvernement de légiférer pour mettre en place des systèmes intégralement publics,. Le texte du projet final est par conséquent vivement critiqué par le gouvernement, qui y voit des dispositions « vidant de son sens » le principe d'un État social et visant à préserver les inégalités sociales.
Le texte introduit plusieurs changements visant à combattre le morcellement politique, jugé responsable de l'incapacité des gouvernements à résoudre les problèmes du pays. L'introduction de ces éléments de parlementarisme rationalisé intervient dans le cadre d'un régime présidentiel avec un président de la République dotés du pouvoir exécutif combiné à un parlement, le Congrès national, dont les deux chambres, la Chambre des députés et le Sénat, sont élus au scrutin proportionnel plurinominal sans seuil électoral. La combinaison de ces systèmes conduit le président, à la fois chef de l’État et du gouvernement, à ne disposer que rarement d'une majorité parlementaire, entrainant une paralysie fréquente de l'action du gouvernement et un mécontentement général de la population envers l'état de la démocratie chilienne,.
Contrairement au projet de 2022, les pouvoirs du Sénat ne sont pas réduits. Un seuil électoral est en revanche introduit à la Chambre des députés, limitant l'attribution des sièges aux partis ayant réuni plus de 5 % des suffrages exprimés au niveau national, sauf si la répartition initiale au simple quotient électoral leur aurait fait obtenir suffisamment de sièges pour totaliser plus de 8 représentants au Congrès, en incluant les sénateurs. Si cette règle avait été appliquée lors des élections parlementaires de 2021, 15 des 21 partis ayant obtenus des sièges n'aurait pas atteint le seuil de 5 %, dont deux qui aurait bénéficié de l'exception. Dans l'avant projet, cette dernière n'incluait initialement que les sénateurs non concernés par le renouvellement par moitié du Sénat organisé en même temps que celui intégral de la Chambre des députés. La constituante a cependant modifié l'article pour comptabiliser également ceux élu simultanément. Afin de faciliter le changement, une disposition transitoire prévoit néanmoins que le seuil soit exceptionnellement abaissé à 4 % et 4 représentants pour l'exception lors des élections parlementaires en 2025. Pour ce scrutin, la constituante prévoit également que des partis puissent fusionner entre eux après le vote afin de passer le seuil et obtenir des sièges, annulant de facto le seuil pour ces élections,.
La discipline de parti est également renforcée en imposant qu'un parlementaire qui quitte le parti sous l'étiquette duquel il a été élu perde automatiquement son siège. Une disposition du texte de l'avant-projet prévoyait de permettre aux partis de donner de manière exceptionnelle des consignes de vote obligatoire à leur parlementaires sur des lois concernant directement le programme ou les principes des partis. Cette disposition est cependant rejetée par les républicains qui y voient une atteinte au principe de la responsabilité des parlementaires envers les seuls électeurs. Selon le même principe, l'article faisant perdre son siège à un parlementaire en cas d'expulsion est rejeté en raison du pouvoir important qu'il aurait accordé aux chefs de partis, jugé « anti-démocratique » par les républicains,. 
Si l'Assemblée constituante rejette la proposition du Comité d'experts d'organiser les élections parlementaires en même temps que le second tour de l'élection présidentielle plutôt que du premier, elle approuve en revanche le renforcement des pouvoirs présidentiel en lui permettant de soumettre des projets de loi ne pouvant être rejetés par le Congrès qu'à la majorité des quatre septièmes. Ces projets de loi ne peuvent cependant concerner que les domaines appartenant explicitement au champ d'action du président, avec un contrôle de constitutionnalité exercé par le Tribunal constitutionnel,. Le président se voit également doté du pouvoir de rendre prioritaire jusqu'à trois projets de loi, qui doivent alors être examinés et votés dans un délai d'un an. Une procédure de sanction est également introduite à l'égard des comités parlementaires qui ne mettrait pas à l'ordre du jour des projets de loi jugés urgents par le président,.
Les constituants reviennent également sur la perte par les forces armées, de l'ordre et de sécurité d'un chapitre dédié à l'énoncé explicite de leurs pouvoirs et de leur protection, présent dans la constitution existante mais absent de l'avant-projet. Le silence de ce dernier concernant le contrôle de l'immigration est aussi remis en cause, au profit de la constitutionnalisation d'un organisme chargé de cette question, ainsi que du principe de renvoi immédiat à la frontière des immigrés entrés dans le pays de manière clandestine,. 
La constituante vote l'ajout d'un article accordant le droit à un logement adéquat, mais en le liant à l'exemption des résidences principales de la taxe d'habitation. Si l'article ne concerne qu'une faible partie de la population dont les résidences principales sont pour la plupart déjà exemptées du fait de leur faible valeur, il est accusé de favoriser les foyers les plus fortunés ainsi qu'une partie de la classe moyenne de façon populiste.
Le Parti républicain se lance par ailleurs dans l'ajout d'articles polémiques sur des questions jugées très annexes. Est ainsi proposé l'ajout de la cueca et du rodéo en tant que dance et sport nationaux, suscitant le rejet farouche d'une partie de la population qui refuse une vision unique de l'identité nationale au détriment d'autres formes de folklore, ainsi que des opposants au rodéo au sein des organisations de protection des animaux. L'article suscite l'attention des commentateurs qui y voient alors une preuve de l'absence de désir de consensus des républicains, qui reproduiraient les erreurs de la précédente assemblée constituante en rédigeant un texte aux idées radicales. Les républicains tentent alors de se rattraper auprès de l'opinion publique en acceptant de modifier les amendements les plus controversés — dont notamment celui sur le droit de l'enfant à naitre ou celui sur la possibilité pour les personnes malades ou de plus de 75 ans de purger leurs peines de prison à domicile, restreint aux seules personnes en phase terminale reconnues comme ne pouvant plus représenter un danger pour la société,.

### Fin des travaux et remise du projet
Le vote final du projet de constitution par l'assemblée constituante intervient le 30 octobre 2023, suivi de la remise officielle du texte au président Gabriel Boric le 7 novembre. Le même jour, ce dernier signe le décret de convocation du référendum pour le 17 décembre suivant,. Comme lors du référendum de 2022 et des élections constituantes de 2023, le vote est rendu obligatoire sous peine d'une amende de 0,5 à 3 unités fiscales mensuelles en fonction des revenus de la personne, soit environ 30 à 190 pesos. Sont cependant exemptés les électeurs malades, en déplacement à l'étranger ou à plus de 200 kilomètres de leur domicile, ou pouvant se faire reconnaître dans l'incapacité de participer à un vote,.